# Prostitution en Russie
La prostitution en Russie est illégale. La sanction pour engagement dans la prostitution est une amende de 1500 à 2000 roubles. De plus, l'organisation de la prostitution est passible d'une peine de prison. La prostitution reste un problème en Russie.

## Aperçu historique

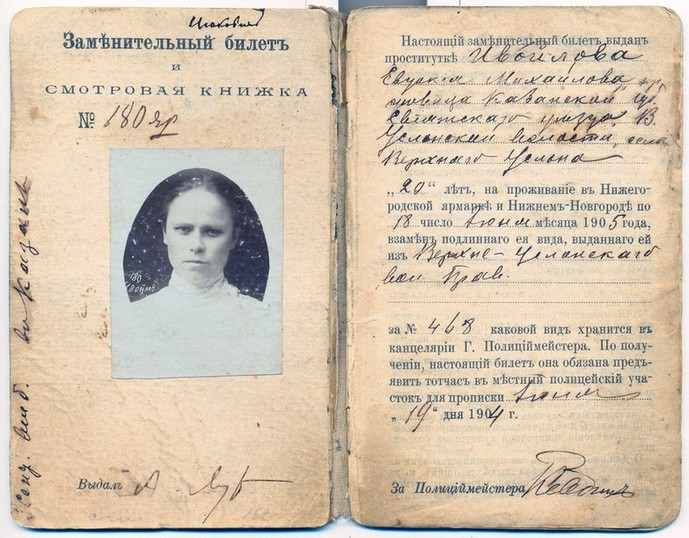
Le passeport jaune était une carte d'identité spéciale délivrée aux prostituées.

La prostitution en Russie est devenue courante après les réformes militaires de Pierre Iᵉʳ le Grand, qui ont créé une classe considérable d'hommes célibataires qui servaient dans l'armée. Ces soldats ont commencé à générer une demande en prostitution. Les monarques qui ont suivi Pierre I ont eu différentes approches de la prostitution, allant de l'abolition complète à la décriminalisation.
À partir du 6 octobre 1843, la prostitution était légale dans l'Empire russe et les prostituées recevaient une carte d'identité spéciale. De nombreux bordels existaient dans la plupart des villes, variant considérablement en classe et en prix. Les clients comprenaient divers groupes allant de l'aristocratie à la classe ouvrière. Légalement, seules les femmes étaient autorisées à posséder des bordels. Cependant, la prostitution de rue illégale était encore dominée par des proxénètes masculins. Le terme kot (russe : кот, tomcat) a été utilisé pour un proxénète homme, tandis qu'une proxénète femme était appelée bandersha (russe : бандерша).
Après l'ouverture du Japon, Vladivostok devint le centre de colonisation des Japonais émigrant en Russie. Une succursale du Japanese Imperial Commercial Agency (日本貿易事務官, Nihon bōeki Jimukan) a été ouverte en 1876. Leur nombre est passé à 80 personnes en 1877 à 392 en 1890; les femmes étaient plus nombreuses que les hommes par un facteur de 3/2, et beaucoup travaillaient comme prostituées (Karayuki-san). Cependant, leur communauté est restée petite par rapport aux communautés chinoises et coréennes plus nombreuses ; une enquête du gouvernement russe de 1897 a révélé que 42 823 Chinois, 26 100 Coréens, et 2 291 Japonais habitaient dans l'ensemble de la région de Primorye. Une grande partie de l'immigration provenait des villages du nord de Kyūshū.
Dans l'Extrême-Orient russe, à l'est du lac Baïkal, les prostituées et les marchands japonais constituaient la majorité de la communauté japonaise de la région après les années 1860. Des groupes nationalistes japonais, comme la Société de l'Océan noir et la Société du Dragon noir, ont glorifié et applaudi l'armée amazonienne de prostituées japonaises dans l'Extrême-Orient russe et en Mandchourie et les ont enrôlées comme membres. Certaines missions et collectes de renseignements ont été effectuées autour de Vladivostok et d'Irkoutsk par des prostituées japonaises.
Avant 1917, il y aurait eu entre 25 000 et 30 000 prostituées à Moscou. Des prophylactoriums, centres de traitement médical, ont été créés en 1925 pour soigner les alcooliques et les prostituées. En 1929, il y en avait cinq à Moscou. Le conseil de prophylactorium de Moscou a estimé qu'il y avait 3000 prostituées à Moscou en 1928. Des coopératives artisanales ont été créées pour leur fournir un emploi alternatif. Selon des recherches secrètes menées à la fin des années 1920, près de 60% des hommes soviétiques urbains recouraient aux services de prostituées. Il y avait aussi une catégorie distincte de prostituées qui travaillaient dans des hôtels pour touristes étrangers et n'acceptaient les paiements qu'en devises étrangères. Les femmes qui travaillaient dans les hôtels ordinaires et dans les gares étaient souvent protégées de la police locale, mais celles des hôtels de luxe étaient sous l'aile du KGB.
La prostitution est illégale en Russie depuis la création de l'Union soviétique. Cependant, pendant les années post-soviétiques, cette industrie a connu une croissance significative.

## «Tochka»
Tochka est un euphémisme populaire pour un marché en plein air des prostituées à Moscou et dans d'autres grandes villes russes, un mot qui signifie littéralement «point» ou « emplacement » en russe.

## Actions du gouvernement de la ville de Moscou
À partir de la fin des années 1990, le gouvernement de la ville de Moscou a fait de nombreuses tentatives notables pour éliminer la prostitution en Russie, et il y eut de lourdes peines de prison pour éliminer ces marchés, comme le long de Tverskaya, l'avenue principale de Moscou. Les Tochkas sont contrôlés par des gangs criminels organisés qui corrompent les services de police locaux afin de rester aux affaires. Au lieu de cela, la police de la ville a vérifié au hasard les documents des femmes voyageant seules après la tombée de la nuit. Pour cette raison, les prostituées emportaient souvent une centaine de roubles pour soudoyer la police,,,.

## Prostitution des enfants, prostituées étrangères, prostitution forcée et traite des femmes
La Russie est une source majeure de femmes victimes de la traite dans le monde à des fins d'exploitation sexuelle. La Russie est également une destination et un pays de transit importants pour les personnes victimes de la traite à des fins d'exploitation sexuelle et par le travail des pays régionaux et voisins vers la Russie, puis vers l'Europe, l'Asie et l'Amérique du Nord. À Tel-Aviv, le nombre de bordels est passé de 30 à 150 entre 1996 et 2001 - en grande partie à cause d'un afflux de prostituées russes en Israël.
L'Organisation internationale du travail estime que 20 pour cent des cinq millions d'immigrants illégaux en Russie sont victimes de travail forcé, qui est une forme de trafic. Des rapports font état de trafic d’enfants et de tourisme sexuel impliquant des enfants en Russie. Le gouvernement russe a fait des efforts pour lutter contre la traite, mais a également été critiqué pour ne pas avoir respecté les normes minimales pour l’éliminer. Le Bureau de surveillance et de lutte contre la traite des personnes du département d'État des États-Unis classe la Russie comme un pays de « niveau 3 ».
Un cas important de prostitution forcée et de meurtre de masse a été découvert en 2007 près de la ville industrielle de Nijni Taguil. Une bande de proxénètes avait enlevé des filles et les avait forcées à travailler comme prostituées dans leur bordel, tuant celles qui refusaient. Une fosse commune avec jusqu'à 30 victimes a été trouvée.  
Trois prostituées chinoises ont été arrêtées à Moscou en janvier 2009. En 2011, un bordel à Moscou avec des prostituées chinoises et vietnamiennes qui ne servaient que des citoyens chinois comme clients a été découvert, il a fait de la publicité à ses clients chinois via des messages codés dans un journal en langue chinoise, mais a été découvert par la police.
Des passeurs de clandestins ont contraint des femmes vietnamiennes à travailler dans des bordels à Moscou. Les passeurs ont saisi les papiers de voyage des femmes vietnamiennes et leur ont menti en leur disant qu'une usine textile allait les embaucher. La police russe n'a pas réussi à arrêter les coupables, car l'un des directeurs du bordel vietnamien était un membre de la famille d'un des employés de l'ambassade du Vietnam, qui a prévenu les criminels à temps. Le nombre de prostituées vietnamiennes involontaires se chiffre en milliers. Les bordels basés en Russie sont des destinations via la Chine pour les filles vietnamiennes qui ont été contraintes de se livrer au commerce du sexe par des passeurs.
Une Américaine vietnamienne, Hui Danh, a demandé de l'aide pour extraire du bordel de Moscou sa sœur cadette Huynh Thi Be-Huong. L'effort de Hui Danh a permis au bordel de libérer ces 15 femmes vietnamiennes. Une adolescente de 16 ans seulement faisait partie des 15 prostituées forcées. Trois femmes vietnamiennes sont rentrées dans la ville d'Ho Chi Minh après avoir été amenées en Russie à se prostituer par une autre femme.

## Dans la culture populaire
- Le passeport jaune - un long métrage américain de 1916
- Le Passeport jaune - un long métrage américain de 1931
- Interfille - un film dramatique de 1989
- Tochka - un film dramatique de 2006